# Accomac
Accomac is een plaats (town) in de Amerikaanse staat Virginia, en valt bestuurlijk gezien onder Accomack County.

## Demografie
Bij de volkstelling in 2000 werd het aantal inwoners vastgesteld op 547.
In 2006 is het aantal inwoners door het United States Census Bureau geschat op 540, een daling van 7 (-1,3%).

## Geografie
Volgens het United States Census Bureau beslaat de plaats een oppervlakte van
1,1 km², geheel bestaande uit land. Accomac ligt op ongeveer 13 m boven zeeniveau.

## Plaatsen in de nabije omgeving
De onderstaande figuur toont nabijgelegen plaatsen in een straal van 16 km rond Accomac.